# Sittasaari (ö i Södra Karelen, Villmanstrand, lat 61,34, long 27,81)
Sittasaari är en ö i Finland. Den ligger i sjön Saimen och i kommunen Savitaipale i den ekonomiska regionen  Villmanstrands ekonomiska region  och landskapet Södra Karelen, i den södra delen av landet, 200 km nordost om huvudstaden Helsingfors. Öns area är 3,1 hektar och dess största längd är 400 meter i nord-sydlig riktning.